# Jerzy Stawski
Jerzy Włodzimierz Stawski ps. „Lubicz” (ur. 1 stycznia 1927 w Łodzi, zm. 28 lipca 2022 tamże) – kapitan Wojska Polskiego, żołnierz Armii Krajowej oraz Konspiracyjnego Wojska Polskiego, artysta malarz.

## Życiorys
Syn Stanisława i Stefanii z d. Berezka. Przed wybuchem II wojny światowej mieszkał w Łodzi, gdzie uczęszczał do Szkoły Powszechnej nr 76. Był również członkiem 20 Łódzkiej Drużyny Harcerskiej. Od 1 do 8 września 1939 działał w Pogotowiu Wojennym Harcerzy, a następnie w Szarych Szeregach kryptonim „Kominy”, gdzie zajmował się ochroną ujęć wody, przeszedł przeszkolenie wojskowe, prowadził wywiad i kolportował tajną prasę.
Od 1 lutego 1943 zaprzysiężony przez Wacława Wrońskiego „Babinicza” na żołnierza Armii Krajowej i do lipca 1944 przydzielony do placówki dywersyjno-sabotażowej „Żubr” rejon III Rzejowice, gdzie pełnił funkcje łącznika i żołnierza dywersji.
Wraz z bratem Januszem Stawskim ps. „Poręba” na terenie Obwodu Radomsko AK uczestniczył w akcjach wywiadowczych i małego sabotażu. 25 maja 1943 brał bezpośredni udział w likwidacji szefa Gestapo w Radomsku Willi Bergera oraz jest zastępcy Johanna Wagnera. W wyniku tej akcji został – jako zakładnik – aresztowany i przetrzymywany w więzieniu w radomskim ratuszu. Stawskiego wraz z innymi zakładnikami uwolniono z obawy na możliwość odwetu na rodzinach gestapowców – zapowiadaną przez Sojczyńskiego.
W dniach 7–8 sierpnia 1943 brał udział w akcji uwolnienia więźniów – 41 żołnierzy AK i 10 Żydów – z więzienia w Radomsku w plutonie ubezpieczeniowym por. Jan Kalety „Postracha”.
Od sierpnia 1944 przydzielony do I batalionu 27 pułku piechoty Armii Krajowej „Wiesław” Korpus „Jodła” z funkcją zastępcy dowódcy drużyny. Brał udział w koncentracji oddziałów do akcji „Burza” w III batalionie „Manewr” w zgrupowaniu kapitana Stanisława Sojczyńskiego „Zbigniewa”.
Brał czynny udział w akcji „Burza”. Pod dowództwem kapitana Sojczyńskiego na terenie Inspektoratu Częstochowskiego AK stoczył z Niemcami wiele potyczek i brał udział w akcjach zaopatrzeniowych. W październiku 1944 uczestniczy w akcji na „Mazowię” pod dowództwem Janusza Betlińskiego „Śmiałego” oraz zajmował się niszczeniem łączności okupanta. 10 października 1944 awansowany na stopień kaprala przez ppłk. Franciszka Polkowskiego „Korsaka”.
1 stycznia 1945 brał udział w bitwie pod wsią Katarzynów (gm. Kobiele Wielkie) włączony do grupy żołnierzy ochrony angielskiej misji wojskowej FRESTON. Uczestniczył we wszystkich walkach zgrupowania, aż do wkroczenia wojsk sowieckich.
Do 17 stycznia 1945 przebywał w lesie w oddziale pod dowództwem por. Karola Kutnickiego „Kruka”.
Po 1946 zamieszkał w Łodzi, gdzie ukończył szkołę handlową. Poszukiwany przez funkcjonariuszy Urzędu Bezpieczeństwa, przerwał studia ekonomiczne na Uniwersytecie Łódzkim i ukrywał się poza Łodzią.
Ostatnie lata życia spędził w Łodzi. Jest bohaterem Biegu Pamięci Żołnierzy Wyklętych „Tropem Wilczym” organizowanego w kilkuset miastach w Polsce i na świecie.

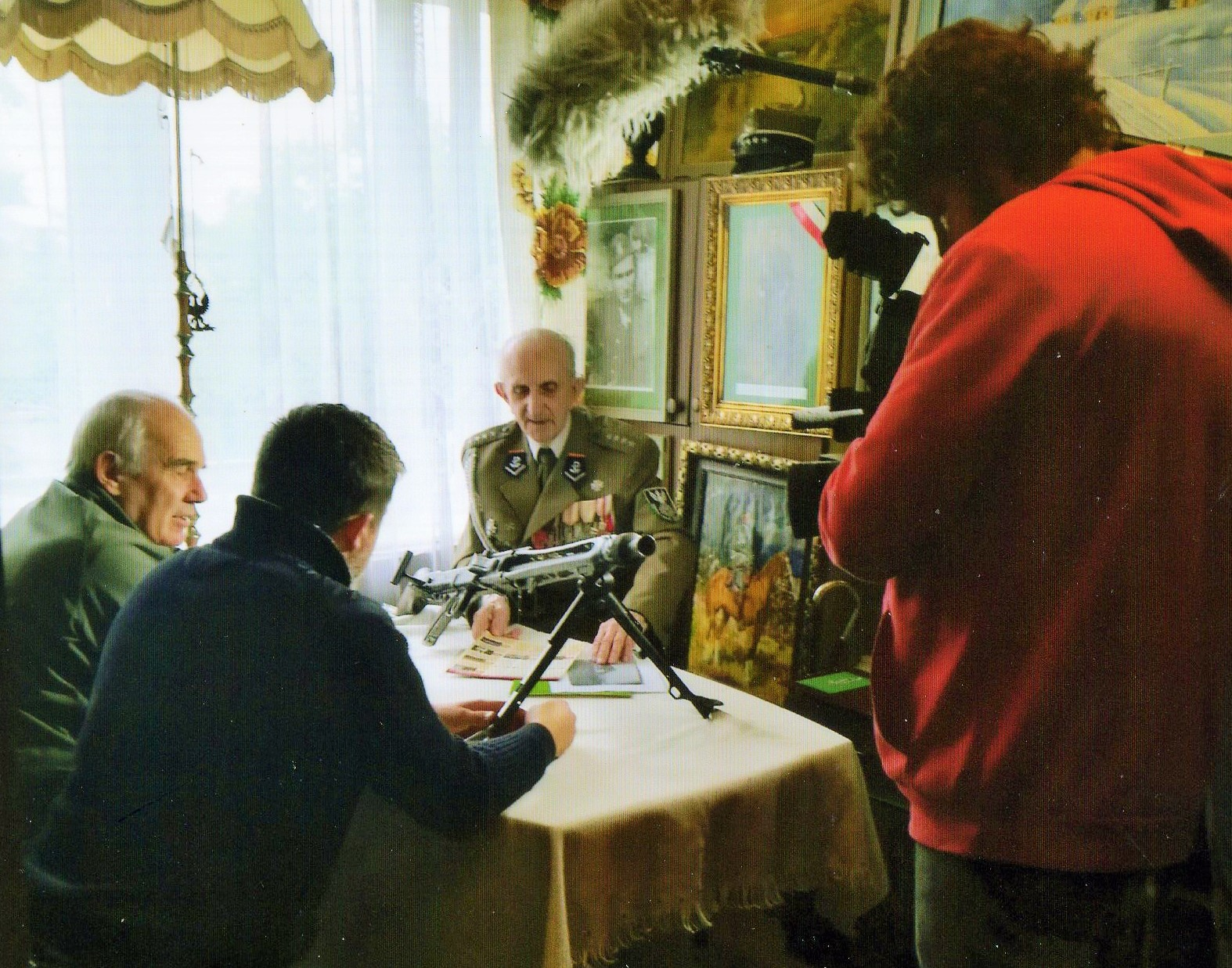
Jerzy Stawski w trakcie nagrywania programu „Było nie minęło”, prezentuje zdobyczny karabin MG 42

## Odznaczenia
- Krzyż Walecznych,
- Krzyż Kawalerski Orderu Odrodzenia Polski,
- Krzyż Armii Krajowej,
- Medal Wojska[10]
- Krzyż Walki o Niepodległość „Antyk”,
- Krzyż Kampanii Wrześniowej,
- Krzyż Konspiracyjnego Wojska Polskiego,
- Medal „Za udział w wojnie obronnej 1939”,
- Złoty Medal Warszyca,
- Honorowa Złotą Odznaką Korpusu AK „Jodła”,
- Sygnet Niepodległości[11].